# Deperdussin Monocoque
Deperdussin Monocoque – francuski jednopłatowy samolot, zaprojektowany w 1910 roku przez właściciela firmy Aéroplanes Deperdussin Armanda Deperdussin i inżyniera Louisa Béchereau.

## Konstrukcja
Samolot został zbudowany w konfiguracji średniopłata z pojedynczymi skrzydłami krytymi płótnem. Zastosowano skorupowy kadłub, stąd też nazwa monocoque, dający bardzo lekką, mocną i aerodynamiczną konstrukcję. Główny konstruktor maszyny Louis Béchereau uzyskał taki efekt modelując kadłub na drewnianej formie. Taki sposób budowy samolotu pozwolił jak na owe czasy osiągać, dzięki doskonałej aerodynamice, bardzo duże prędkości co pozwoliło maszynie Deperdussin Monocoque jako pierwszej w historii przekroczyć barierę 200 km/h. Na maszynie w wersji hydroplanu ustanowiono rekord prędkości 73,63 km/h co zapewniło jej zdobycie Pucharu Schneidera, oraz maszynie w wersji z podwoziem klasycznym dwukrotne zdobycie Pucharu Gordona Bennetta w wyścigach lotniczych (nie mylić z przyznawanym w baloniarstwie Pucharem Gordona Bennetta).
Wodnosamolot Deperdussin Monocoque posiadał zamiast kół podwozia głównego dwa duże pływaki i trzeci mniejszy zamiast koła ogonowego.

## Nagrody zdobyte na Deperdussin Monocoque
- Zwycięstwo w rajdzie lotniczym o Puchar Gordona Bennetta w 1912 roku za ustanowienie rekordu prędkości 174 km/h.
- Zwycięstwo w pierwszych zawodach o Puchar Schneidera w kwietniu 1913 roku rozegranych w Monako. Osiągnięta rekordowa prędkość maksymalna to 73,63 km/h. Za sterami maszyny siedział Maurice Prévost.
- Zwycięstwo w rajdzie lotniczym o Puchar Gordona Bennetta w 29 września 1913 roku w Reims za ustanowienie rekordu prędkości 210 km/h. Maszyna była pilotowana ponownie przez Maurice’a Prévosta.